# Cassidulidae
Famille
La famille des Cassidulidae regroupe plusieurs genres d'oursins dits « irréguliers », appartenant à l'ordre des Cassiduloida.

## Description et caractéristiques
Les Cassiduloida sont des oursins irréguliers, au corps légèrement ovoïde ; leur bouche est avancée vers un côté, dépourvue de lanterne d'Aristote, leur face aborale est convexe et leur face orale plane.
Les oursins de cette famille ont un test ovale à subpolygonal, avec une face orale plate. 
Le disque apical est en position légèrement antérieure, et est monobasal. 
Les pétales sont modestes, arqués et ouverts distalement, se terminant de manière abrupte. 
Le péristome est équipé d'un vestibule vertical cloisonné et de légers bourrelets. Les plaques basicoronales sont courtes. On note la présence de radioles périorales spécialisées sur des tubercules de même, mais confinés au vestibule buccal. 
Les phyllodes sont élargis, avec des pores uniques, en séries externes et internes (les internes pouvant être très réduites). 
Le périprocte est supramarginal à marginal, allongé transversalement, associé à un léger rebord subanal ou une courte dépression anale. 
On note la présence d'une large zone sternale nue et ponctuée devant et derrière le péristome.
Cet ordre semble être apparu au Crétacé inférieur (Albien).

## Liste des genres
Selon World Register of Marine Species (10 juin 2014) :
- genre Cassidulus Lamarck, 1801 (5 espèces actuelles)
- genre Eurhodia Haime, in d'Archiac & Haime, 1853 (1 espèce actuelle)
- genre Glossaster Lambert, 1918a †
- genre Paralampas Duncan & Sladen, 1882b †
- genre Rhyncholampas A. Agassiz, 1869 (1 espèce actuelle)

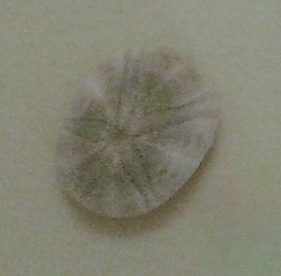
Test de Cassidulus mitis
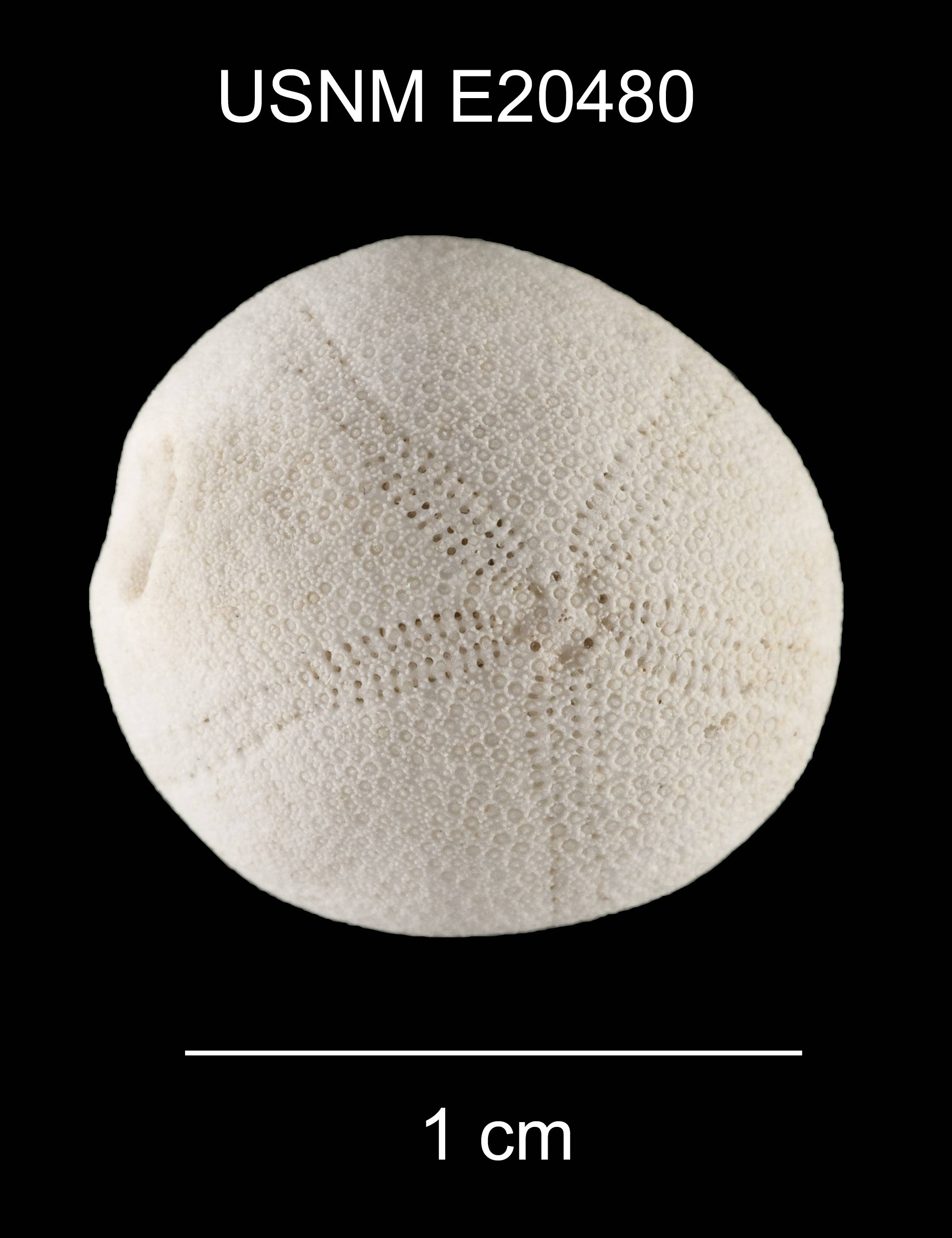
Eurhodia relicta
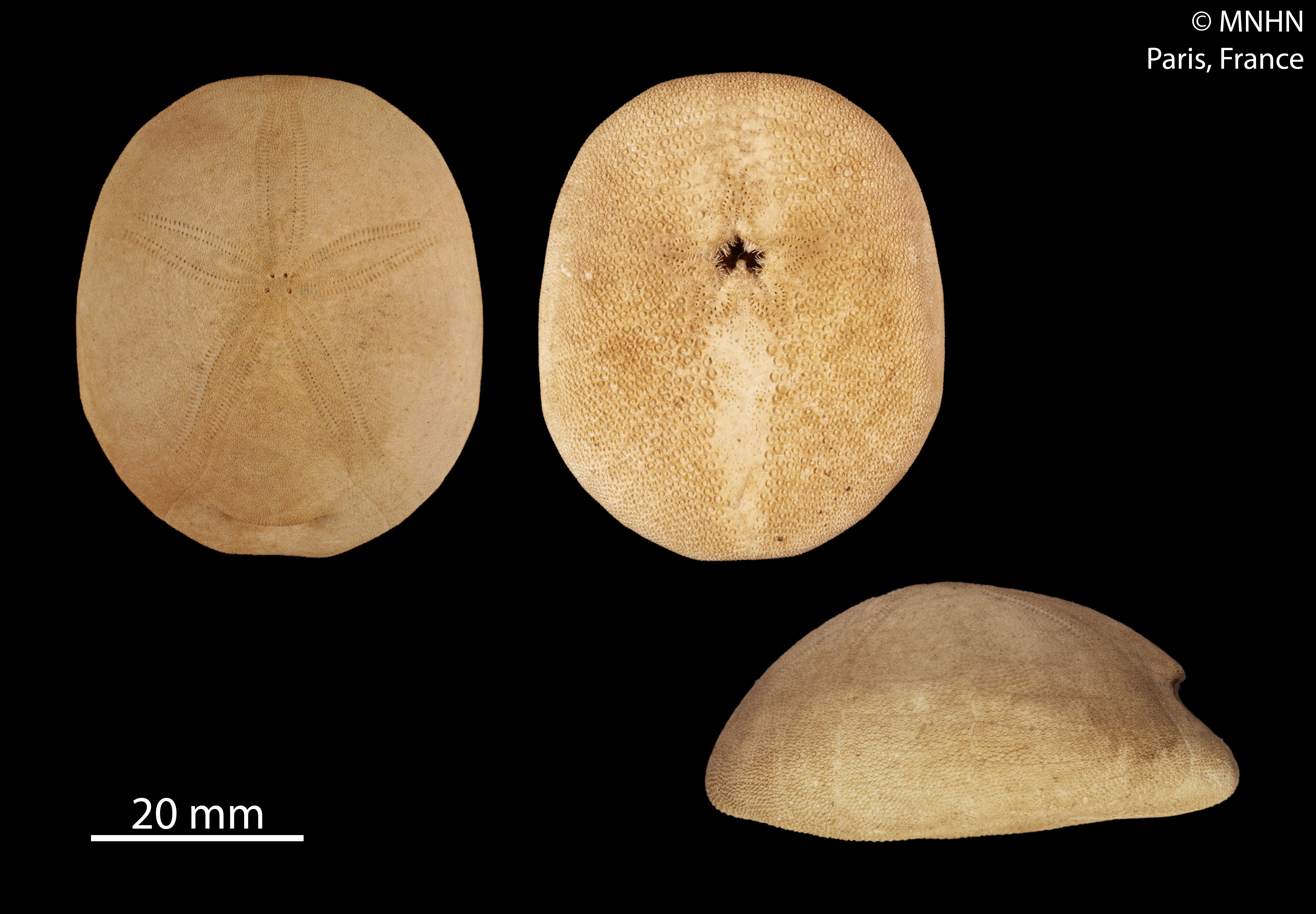
Rhyncholampas pacificus